# Артезианка
Артезиа́нка (до 1948 года Трещёв; укр. Артезіанка, крымскотат. Artezianka, Артезианка) — исчезнувший посёлок в Джанкойском районе Республики Крым, располагавшийся на севере района, в степной части Крыма, на берегу осыхающего залива Сиваша, примерно в 4 км к западу от современного села Володино.

## История
Время возникновения селения (видимо, изначально это был хутор) пока не установлено. Впервые в доступных источниках, как Трещова, встречается на карте Генштаба Красной Армии 1941 года, а на подробной карте РККА северного Крыма 1941 года уже обозначен Трещёв без указания жилых дворов.
В 1944 году, после освобождения Крыма от фашистов, 12 августа 1944 года было принято постановление № ГОКО-6372с «О переселении колхозников в районы Крыма» и в сентябре 1944 года в район приехали первые новоселы (27 семей) из Каменец-Подольской и Киевской областей, а в начале 1950-х годов последовала вторая волна переселенцев из различных областей Украины. С 25 июня 1946 года Трещёв в составе Крымской области РСФСР. Указом Президиума Верховного Совета РСФСР от 18 мая 1948 года Трещёв переименован в Артезианку. 26 апреля 1954 года Крымская область была передана из состава РСФСР в состав УССР. Время включения в Целинный сельсовет пока не установлено: на 15 июня 1960 года посёлок уже числился в его составе. Артезианка ликвидирована к 1968 году (согласно справочнику «Крымская область. Административно-территориальное деление на 1 января 1968 года» — в период с 1954 по 1968 год, как посёлок Целинного сельсовета).